# Bolitoglossa compacta
Bolitoglossa compacta is een salamander uit de familie longloze salamanders (Plethodontidae). De soort werd voor het eerst wetenschappelijk beschreven door David Burton Wake, Arden H. Brame en William Edward Duellman in 1973.

## Verspreiding en habitat
De salamander komt voor in delen van Midden-Amerika en leeft in de landen Costa Rica en Panama. Bolitoglossa compacta leeft in de nevelwouden van de Cordillera de Talamanca op hoogtes tussen de 1650 en 2780 meter boven zeeniveau. De soort is recent waargenomen in Parque Nacional Volcán Barú en bij Cerro Pando en Cerro Totumas in Internationaal park La Amistad.
Deze boleettongsalamander was voorheen relatief algemeen in het Costa Ricaanse deel van de Cordillera de Talamanca.